# Toledo (okrug)
Toledo je jedan od šest okruga u Belizeu. 

## Zemljopis
Okrug se nalazi na jugu zemlje na obali Karipskog mora i granici s Gvatemalom, prostire se na 4.648 km², te je treći najveći belizejski okrug. Središte okruga u gradu Punta Gordi lokalno poznatom pod nazivom P.G. Susjedni belizejski okruzi su Stann Creek na sjeveroistoku i Cayo na jugu. S ostatkom zemlje okrug je povezan cestom koja povezuje Punta Gordu i središte okruga Stann Creek Dangrigu.

### Naselja
Značajnija naselja u okrugu su: Monkey River Town, Toledo Settlement, San Pedro Columbia, Blue Creek, Indian Creek, Santa Cruz, San Antonio, San Jose, San Felipe i Barranco.

## Demografija
Prema podacima iz 2010. godine u okrugu živi 30.538 stanovnika, dok je prosječna gustoća naseljenosti 7 stanovnika na km². U glavnome gradu okruga Punta Gordi 2009. godine je živjelo 5.205 stanovika. 

## Vanjske poveznice
- Službena stranica
- Toledo okrug ana belize.fm  Arhivirana inačica izvorne stranice od 10. lipnja 2011. (Wayback Machine)